# Munir El Jundi
Munir Sirri El Jundi (arabisch منير سري الجندي Munīr Sirrī al-Dschundī, DMG Munīr Sirrī al-Ǧundī; * 9. April 1936 in Homs; † 16. Dezember 2020 in Stuttgart) war ein syrischer Diplom-Ingenieur für Architektur und Zeichner.

## Leben

### Bildungsweg
Nach seinem Abitur 1956 in Homs arbeitete El Jundi zwei Jahre bei verschiedenen Architekten in Syrien.
Zum Wintersemester 1958/1959 begann El Jundi sein Architekturstudium an der Technischen Hochschule (TH) Stuttgart. Zwischenzeitlich musste er dieses ab 1960 für zwei Jahre aufgrund eines Verkehrsunfalls unterbrechen. Er legte sein Diplom 1971 an der Universität Stuttgart ab.

### Persönliches
Munir Sirri El Jundi war Sohn eines Abteilungsleiters im Elektrizitätswerk in Homs und Hama. Durch den frühen Tod seines Vaters im Jahre 1951, übernahm er die Rolle des Familienoberhauptes für seine Mutter und seine Geschwister.
1975 heiratete er in Homs. 1983 erwarb er, zusammen mit seiner Ehefrau und ihren gemeinsamen vier Kindern, die deutsche Staatsangehörigkeit.

## Architektur

### Die Anfänge 1971–1973
1971 war El Jundi wissenschaftlicher Assistent an der Universität in Stuttgart und zeitgleich Mitarbeiter im Büro von Lothar Götz.
El Jundi war 1972 am Institut für Baustofflehre, Bauphysik, Technischen Ausbau und Entwerfen an der Stuttgarter Universität tätig.
1972 übernahm er die Planung des Projekts „Rathaus Alzenau“. 1971 und 1972 erfolgte seine Mitarbeit bei Hans Auras bei der Neuen Heimat.
Im Februar 1973 erfolgte die Aufnahme in die Architektenkammer Baden-Württembergs.

### Das Mekka-Projekt 1973–1976
Munir El Jundi war von 1973 bis 1977 Mitarbeiter von Rolf Gutbrod in dessen Stuttgarter Büro in der Schoderstraße. Er nannte ihn seinen „Lehrer, Meister und Freund“. El Jundi war Mitglied im „Initiativkreis Rolf Gutbrod“.
1973 schlug Rolf Gutbrod El Jundi vor, ihn für das Projekt „Konferenzzentrum und Hotel Intercontinental“ nach Mekka zu begleiten.  El Jundi übernahm mehrmals die Bauleitung in Saudi-Arabien. Die farbigen Ornamente an Dächern der terrassierten Wohnbauten in Mekka tauchten später an mehreren Stellen am Neubau des Konferenzzentrums auf.
Auf Gutbrods Wunsch stellte Munir El Jundi, als sein Berater für islamische Kunst, in einem Report Vorschläge zum Thema Kunst am Bau zusammen: Keramik-Mosaikteppiche, Holzschnitzereien für die Hoteloase, Aluminiumguss-Kalligraphie für die Konferenzoase und die Kuppel in Gitterform für die Moschee. Sie wurden mit der Unterschrift Gutbrods versehen und dem Finanzminister Abal-Khayel in Riad übergeben. Auf der Fluchttreppenpassage brachte man vier Worte in Kufi-Schriftart vertikal an. Am Haupteingang der Moschee wurde eine Aluminiumgusstafel mit einem Koran-Vers in Kufi-Schriftart angebracht und das Minarett erhielt eine Kuppel in Gitterform aus gegossenem Aluminium.
Fertiggestellt wurde das Konferenzzentrum im Jahre 1976.

### Weitere Projekte 1976–1978
1976 beteiligte er sich am Projekt „Geschäftszentrum Prinz Mansour“ in Dschidda und 1978 am Projekt „Jalbougha-Moschee“ in Damaskus.

### Die goldene Tür der Kaaba 1978–1979
Ab 1978 war Munir El Jundi selbstständig und gründete ein Architekturbüro in der Paulusstraße in Stuttgart.
Munir El Jundi bekam im April 1978 den Auftrag von König Chalid ibn Abd al-Aziz die goldene Tür der Kaaba in Mekka zu entwerfen und die Herstellung zu überwachen.
Nach drei Monaten lieferte El Jundi die Ideen für das Design der Tür unter Verwendung der Thuluth-Kalligraphie. Die Tür wurde in der Werkstatt Scheich al-Sagha/Scheich Mahmud Badr hergestellt. Sie ist mehr als drei Meter hoch, etwa 2 Meter breit und 50 cm tief. Verwendet wurden Teakholz und rund 280 kg Gold. Unten auf dem rechten Flügel der Tür befindet sich eine Kartusche mit dem Namen von Munir El Jundi.
Am 13. Oktober 1979 wurde die Tür der Kaaba eingeweiht. Munir El Jundi schrieb: „Dieser so ehrenwürdige Auftrag hat einen Wendepunkt in meinem Leben verursacht.“

### Weitere Projekte 1980–1982
El Jundi war von 1980 bis 1982 für die Künstlerische Beratung und für die Entwürfe der Protokolle und des Emblems für die dritte Islamische Gipfelkonferenz in Ta'if und Mekka und für mehrere staatliche Konferenzen in Riad zuständig.
Er arbeitete 1980 mit Hans Auras in Stuttgart am Projekt „Geschäftsgebäude Salem Bugshan in Dschidda“ und 1980 mit Harald Deilmann in Dortmund am Projekt „Al Rajhi-Hauptverwaltungsgebäude in Riyadh“. El Jundi gewann 1981 den Wettbewerb "Moscheen in Qatar".

### Die Truhe der Kaaba 1984
Munir El Jundi bekam 1984 den Auftrag, eine Truhe zwischen zwei vorhandenen Säulen für den Innenraum der Kaaba zu entwerfen. Die Truhe wurde in Casablanca geschnitzt und in Stuttgart fertiggestellt. Am 17. Oktober 1984 wurde die Truhe in die Kaaba gebracht.

### Weitere Aufträge ab 1984
- 1984 Vorentwurf des Hadj.-Ministerium Gebäude in Muna bei Mekka[3]
- 1985 fünf Glasmalerei-Fenster in der Ladies Banquet Hall in Riad[3]
- 1985 Großfamilienwohnhaus für die Familie El Jundi in Homs[3]
- 1987 ein Emblem für den Werbeturm der King-Fahd Koran-Druckerei in Medina im Auftrag von Saudi Oger[3]
- 1988–1989 Wohnhaus von Ahmad Badr in Mekka[3]
- 1990 mobiler Ausstellungsrahmen für die älteste Tür der Kaaba[3]
- 1990–1992 Ausstellungs- und Empfangshalle für die Kiswa Manufaktur in Mekka[3]
- 1994 Innenausbau der Kaaba, Säulendekoration[3]
- 1996 Wasserspeier für die Kaaba in Mekka[3]

### Weiterer Werdegang in Stuttgart
Ab 1987 betrieb Munir El Jundi im Dachgeschoss des eigenen Wohnhauses ein Atelier für Architektur in der Leibnizstraße in Stuttgart-West, dessen Umbauplanungen er selber entworfen hat.
Ab 1993 hat Munir El Jundi an der Volkshochschule in Stuttgart Vorträge über arabische Kalligraphie und Ornamentkunst gehalten. Parallel dazu gab er in Stuttgart und Ulm Kurse mit Schwerpunkt Architektur-Freihandzeichnen und arabischer Kalligraphie, um „einen Beitrag zur Kulturverständigung zu leisten“. 1994 war er Initiator des geplanten Forums Arabischer Kultur.

## Ausstellungen
- Interkulturelles Forum Stuttgart „artGENOSSEN: die erste Begegnung“ 22. Mai – 24. Juni 1995: Islamische Kalligraphie und Ornamentik am Konferenzzentrum Mekka 60 × 80 cm, Konstruktion der Kaaba Tür mit Ornamentikdetails 60 × 80 cm, die Ornamentik der Kaaba Tür Gesamtansicht 50 × 70 cm, Füllung der Kaaba-Tür 60 × 60 cm, Konstruktion der Kaaba Truhe 50 × 60 cm, Schriftrosette Bronzeguss 50 × 50 × 3 cm, zwei Fenster der Frauenfesthalle in Riad 60 × 80 cm, 60 × 60 cm[3]
- Volkshochschule Stuttgart: Kunst im Carola-Blume-Saal „Munir El Jundi: Architekturzeichnungen, Kalligraphien, Ornamente“ 17. März – 28. Juni 1998[3]
- „Das Einhorn lebt: Künstlerblicke zum Thema“ 13. Dezember 1998 – 10. Januar 1999[3]
- „Bilder, Wörter, Töne“ 8. März – 28. Juli 2001[3]
- „Arabische Kalligraphie: Ausstellung mit Arbeiten des Architekten und Zeichners Munir El Jundi“ 22. Oktober – 10. November 2001[3]
- Als Begründer und Mitglied des "Initiativkreises Rolf Gutbrod" an folgenden Ausstellungen beteiligt: "Rolf Gutbrod - Häuser für Menschen", 14. Juni – 2. August 2002, BW-Bank Stuttgart; Von der "Initiative Rolf Gutbrod Berlin" vom 18. August – 15. September 2002 in der "Akademie der Künste", Berlin gezeigt.
- Volkshochschule Stuttgart: „Kunstbaustelle“ 18. September – 14. Dezember 2006[3]
- Initiativkreis Rolf Gutbrod, Südwestdeutsches Archiv für Architektur und Ingenieurbau (saai), Institut für Architekturgeschichte der Universität Stuttgart: "Rolf Gutbrod - Bauten der 1960er Jahre", Ausstellung zum 100. Geburtstag, 13. September – 8. Oktober 2010, BW-Bank Stuttgart; Vom 14. Juni – 1. Juli 2011 in Friedrichshafen in der Sparkasse Bodensee auf Initiative der Kammergruppe Bodensee der Architektenkammer Baden-Württemberg gezeigt.